# Emigrationsmuseet, Gdynia
Emigrationsmuseet (på polska: Muzeum Emigracji) är ett museum i staden Gdynia i Polen. Det öppnade den 16 maj 2015 och beskriver 200 år av emigration från Polen, från 1800-talet till idag. Museet ligger i en gammal sjöfartsstation där tusentals polska emigranter passerade för att utvandra, från 1930-talet fram till 1979. Byggnaden renoverades 2014 till en kostnad av 49,3 miljoner złoty.
2018 fick museet Živa-priset för bästa slaviska museum av Forum Slavic Cultures.